# Batrachophrynus brachydactylus
Batrachophrynus brachydactylus là một loài ếch thuộc họ Leptodactylidae.
Đây là loài đặc hữu của Peru.
Môi trường sống tự nhiên của chúng là đồng cỏ nhiệt đới hoặc cận nhiệt đới vùng đất cao, sông ngòi, và hồ nước ngọt.